# 爾雅出版社
爾雅出版社，是台灣出版純文學書籍的一家出版社，由作家隱地（本名柯青華）成立於1975年。曾與九歌、洪範、大地、純文學等四家出版社並稱為「五小」出版社。

## 著名出版書籍
- 隱地《漲潮日》、《讀一首詩吧！》、《遺忘與備忘》、《風雲舞山》等書
- 林貴真《讀書會任我遊》、《十字路口》、《好一個年輕的下午》、《相遇爾雅書房》等書
- 白先勇《台北人》、《紐約客》等書
- 王鼎鈞《開放的人生》、《單身溫度》、《碎琉璃》、《作文七巧（大字版）》、《左心房漩渦》、《文學江湖》、《古文觀止化讀》等書
- 林海音《城南舊事》、《靜靜的聽》
- 喻麗清《春天的意思》、《無情不似多情苦》等書
- 龍應台《龍應台評小說》
- 蔣勳《萍水相逢》、《大度山》、《多情應笑我》
- 陳幸蕙《現代女性的四個大夢（1、2）》、《與你深情相遇》、《青少年的四個大夢（1－4）》、《悅讀余光中（詩、散文、遊記文學）》等書
- 張曉風《我在》、《從你美麗的流域》、《三弦》(與席慕蓉、愛亞合著)等書
- 席慕蓉《成長的痕跡》、《畫出心中的彩虹》、《席慕蓉世紀詩選》、《2006/席慕蓉（足本）》
- 愛亞《曾經》、《喜歡》、《給年輕的你》、《給成長的你》、《三弦》(與席慕蓉、愛亞合著)等書
- 蕭蕭《青少年詩話》、《父王‧扁擔‧來時路》、《現代新詩美學》等書
- 琦君《三更有夢書當枕》、《煙愁》、《桂花雨》等書
- 蓉子《青鳥集》(爾雅新版)
- 虹影《饑餓的女兒》、《女子有行》、《K》等書
- 洪醒夫《黑面慶仔》、《田莊人》
- 張拓蕪《代馬輸卒手記》、《代馬輸卒手記（精華篇）》
- 賴瑞和《杜甫的五城》
- 余秋雨《文化苦旅》、《山居筆記》、《新文化苦旅》、《掩卷沈思》
- 陳文茜《文茜的百年驛站》
- 《爾雅散文選》（創業25週年文選）
- 《爾雅詩選》（創業25週年詩選）
- 《爾雅短篇小說選》（創業25週年小說選）
- 《書名篇》（創業30週年文選）
- 《詩集爾雅》（創業30週年詩選）
- 「年度小說選」（1966年－1998年，共33冊）
- 「年度詩選」（1982年－1991年，共10冊）
- 「年度文學批評選」（1984年－1988年，共5冊）
- 「世紀詩選」：2000年出版周夢蝶、洛夫、向明、管管、商禽、張默、辛鬱、席慕蓉、蕭蕭、白靈、陳義芝、焦桐等十二位詩人詩選
- 「作家日記叢書」：2002年起每年邀請一位作家撰寫全年日記，已出版隱地、郭強生、亮軒、劉森堯、席慕蓉、陳芳明、凌性傑、柯慶明、陳育虹等9冊
- 各作家的極短篇：《陳幸蕙極短篇》、《亮軒極短篇》、《喻麗清極短篇》、《隱地極短篇》、《袁瓊瓊極短篇》、《愛亞極短篇》、《邵僩極短篇》等書

## 外部連結
- 爾雅出版社 （页面存档备份，存于）
- 爾雅書房的Facebook專頁
- 台灣公司資料